# Johannes Fleischmann
Johannes Fleischmann (* 1983 in Wien) ist ein österreichischer Geiger.

## Leben und Wirken
Johannes Fleischmann erhielt seinen ersten Instrumentalunterricht im Alter von fünf Jahren. Die Matura absolvierte er am Musikgymnasium Wien und gründete 2003 das „o(h)!-ton Ensemble, Wien“. Im selben Jahr begann er sein Studium an der Universität für Musik und darstellende Kunst Wien bei Klaus Maetzl und Christian Altenburger, welches er 2011 mit Auszeichnung abschloss. Anschließend vertiefte er seine Kammermusik-Kenntnisse bei Johannes Meissl und Hatto Beyerle. Meisterkurse besuchte er bei Erich Höbarth, Rainer Honeck, András Keller, Peter Nagy, Ruggiero Ricci, András Schiff und Dora Schwarzberg. Er war Stipendiat der Angelika-Prokopp-Stiftung der Wiener Philharmoniker und der Tokyo Foundation.
Als Solist debütierte Fleischmann mit dem Violinkonzert D-Dur von Johannes Brahms im großen Saal des Wiener Konzerthauses. Darauf folgten Auftritte mit der Sinfonietta Baden unter der Leitung von Christoph Ehrenfellner im Wiener Musikverein und der Sinfonietta Köln.
Zu seinen kammermusikalischen Wegbegleitern zählen unter anderem Christian Altenburger, Rainer Küchl, Sergey Malov, William Hagen, André Cazalet, Christopher Hinterhuber, Johannes Meissl, Norman Shetler und François Benda. Von 2010 bis 2016 trat er international mit dem Pianisten Philippe Raskin als Duo Raskin & Fleischmann auf. Fleischmann ist Mitglied der Neuen Wiener Concert Schrammeln und Gründungsmitglied der Symphoniacs, einem international besetzten Electro-Klassik-Musikprojekt des Komponisten und Musikproduzenten Andy Leomar.
Er gastierte bei Festivals wie den Europäischen Kulturtagen Frankfurt, Attersee Klassik, dem Festival Pablo Casals de Prades, dem Quincena Musical de San Sebastián  sowie dem Steirischen Kammermusik Festival teil und konzertierte im Wiener Musikverein, Wiener Konzerthaus, dem großen Saal des Moskauer Konservatoriums, im Brucknerhaus Linz, in der Carnegie Hall, der Münchner Philharmonie im Gasteig, der Alten Oper Frankfurt, der Suntory Hall in Tokio sowie im Flagey in Brüssel. Als Kulturbotschafter des vom Bundesministerium für Europa, Integration und Äußeres ins Leben gerufene The New Austrian Sound of Music (NASOM) gab er Konzerte in Europa, Asien, Nord- und Südamerika, Russland und Afrika. Zudem war er Gast der Wiener Philharmoniker und arbeitete mit namhaften Dirigenten wie Daniel Barenboim, Colin Davis, Valery Gergiev, Nikolaus Harnoncourt, Lorin Maazel, Zubin Mehta, Riccardo Muti, Georges Prêtre, Simon Rattle und Christian Thielemann zusammen.
Seine Zusammenarbeit mit zeitgenössischen Komponisten wie Serkan Gürkan, Christoph Ehrenfellner, Rudolf Kelterborn, Ernst-Ludwig Leitner, Paul Gallister und Fabio Vacchi führten zu mehreren Weltpremieren, wie beispielsweise Christoph Ehrenfellners Jagd-Sonate im Wiener Musikverein oder Serkan Gürkans Mein Wien. Beide Werke wurden Fleischmann gewidmet.
Seit 2018 ist Fleischmann künstlerischer Leiter der Palais Coburg Matinee in Wien, wo er unter anderem mit Andrea Lucchesini, Aaron Pilsan und Sophie Pacini auftrat. Von 2020 bis 2022 programmierte Fleischmann einen eigenen Zyklus im Wiener MuTh und trat mit zum Beispiel Julius Berger, José Gallardo, Paul Gallister, Sophie Pacini, Marianna Shirinyan und Torleif Thedéen auf.
Seit 2020 unterrichtet Fleischmann Violine an der Universität für Musik und darstellende Kunst Wien als Assistent von Elisabeth Kropfitsch. 2022 gründete er die Althofener Meisterklassen in Kärnten, Österreich, deren künstlerischer Leiter er seither ist.

## Soziales Engagement

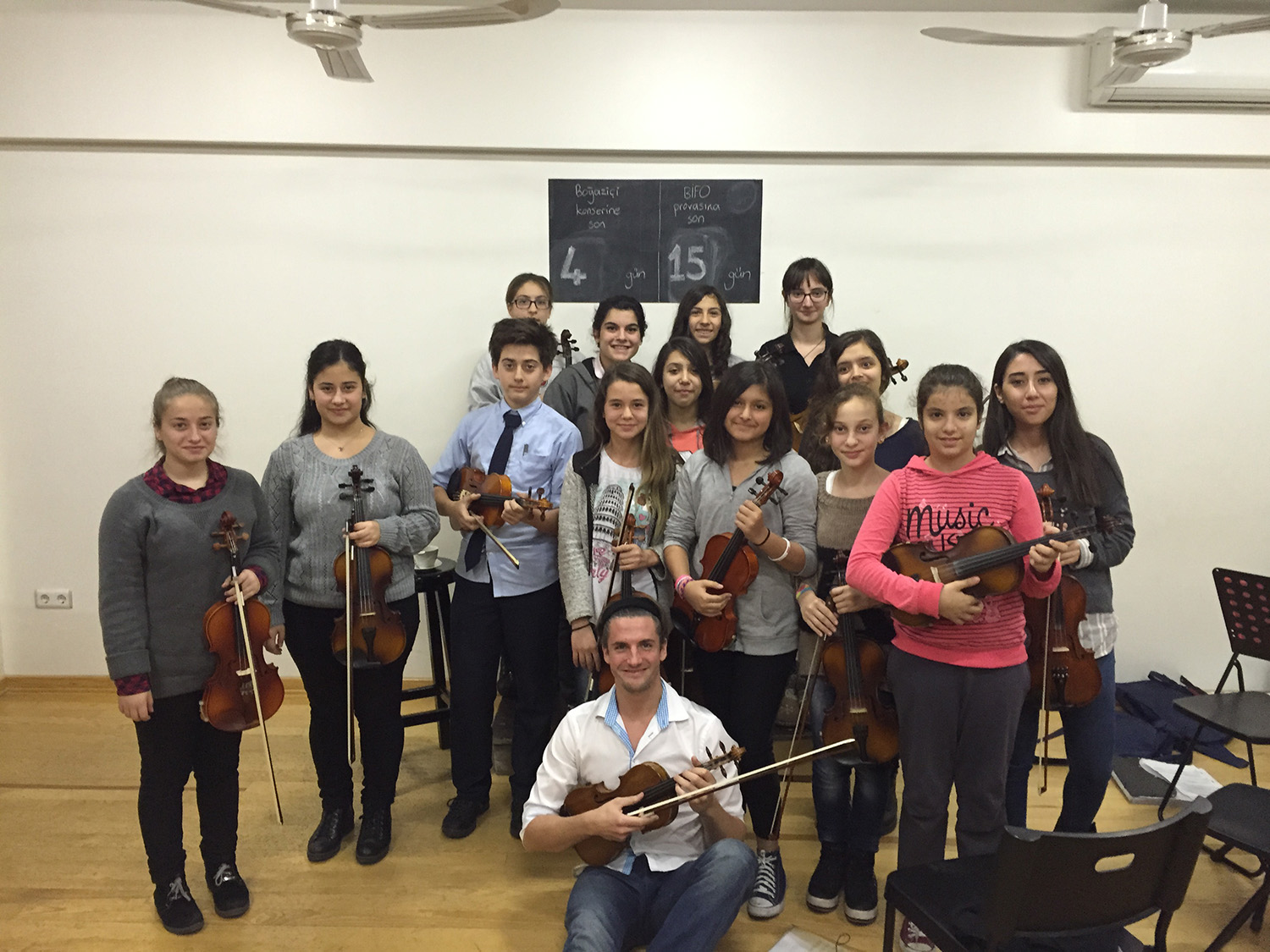
Johannes Fleischmann bei einem Workshop mit Kindern von El Sistema

Fleischmann gibt regelmäßig Workshops für Kinder und Jugendliche aus sozial schwachen Verhältnissen u. a. bei El Sistema in der Türkei, der Universität Medellín, dem Michael Joseph Center Nairobi, im Slum Korogocho / Nairobi, in Bogotá, Limassol, Paphos, Nicosia, Xàbia und Yerevan. 2018 organisierte er ein Benefizkonzert im MuTh – Konzertsaal der Wiener Sängerknaben zugunsten der Organisation Superar.

## Diskografie
- Exodus. he Men Who Shaped Hollywood. Werke von Erich Wolfgang Korngold und Erich Zeisl. Mit Magda Amara, Klavier; Günter Haumer, Gesang (Odradek Records; 2021)

## Nominierungen
- 2021: Preis der deutschen Schallplattenkritik in der Kategorie „Jury Kammermusik II“ für Exodus -The Men Who Shaped Hollywood[13]
- 2021: International Classical Music Awards (ICMA) 2022 in der Kategorie „Chamber Music“ für Exodus -The Men Who Shaped Hollywood[14]